# Reto Götschi
Reto Götschi   (Hausen am Albis, 25 de desembre de 1965) és un pilot de bob suís, ja retirat, que va competir durant la dècada de 1990.
El 1994 va prendre part en els Jocs Olímpics d'Hivern de Lillehammer. Fent parella amb Guido Acklin guanyà la medalla de plata en la cursa de bobs a dos del programa de bobsleigh. Quatre anys més tard, als Jocs de Nagano, no pogué repetir l'èxit aconseguit a Lillehammer i fou sisè en la mateixa prova.
En el seu palmarès també destaquen tres medalles al Campionat del món de bob, una d'or, una de plata i una de bronze entre el 1996 i el 2001. Al Campionat d'Europa de bob guanyà sis medalles, tres d'or, una de plata i dues de bronze entre 1995 i 1999. A nivell nacional guanyà nou campionats suïssos de bobs a 2 i dos en bobs a 4.